# Decapauropus cursor
Decapauropus cursor är en mångfotingart som beskrevs av Walter Hüther 1982. Decapauropus cursor ingår i släktet Decapauropus och familjen fåfotingar. Inga underarter finns listade i Catalogue of Life.